# Peter Hertel (Autor)

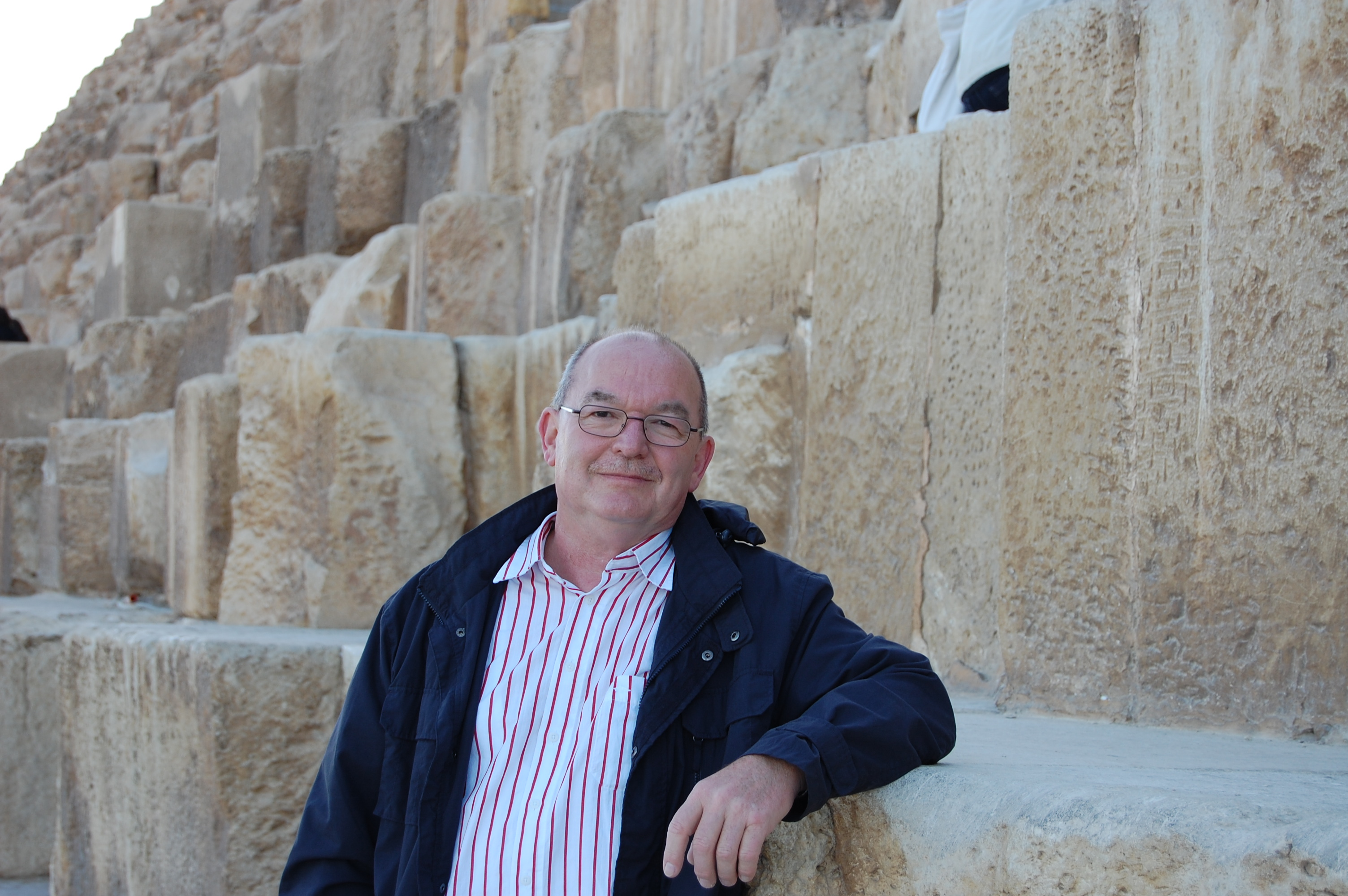
Peter Hertel (2017)

Peter Hertel (* 1944 in Freiberg) ist ein deutscher Wissenschaftspublizist, Buchautor und Vortragender. Er betreibt das Archiv für Zivilisationsforschung in Freiberg (Sachsen).

## Leben
Peter Hertel stammt aus einer musikalischen Familie. Sein Vater, Günter Hertel (1917–1980), leitete eine handwerkliche Druckerei in Freiberg und gründete 1948 mit dem „Collegium Musicum“ das 1. Sinfonieorchester der TU Bergakademie Freiberg. Bis zu seinem frühen Tod stand er diesem Orchester als Dirigent, Organisator und spiritus rector vor. Schon seit den 1960er Jahren interessierte sich Peter Hertel für Archäologie und Kulturgeschichte. Im Juni 1973 gründete er in Freiberg das Archiv für Zivilisationsforschung.
Ausgangspunkt für diesen Entschluss waren neben dem persönlichen Interesse an den Leistungen der Vorfahren, die in der Presse zunehmenden Berichte über den hypothetischen Besuch außerirdischer Raumfahrer auf der Erde. Die Meldungen zu diesem Thema häuften sich und Peter Hertel baute seine umfangreiche Sammlung an Literatur, Zeitungsausschnitten, Fotos und Interviews immer weiter aus. Schließlich kam im Sommer 1973 auch der Dänikenfilm Erinnerungen die Zukunft in die Kinos.
Um einen Gegenpol zu den phantastischen Geschichten um den einstigen Besuch Außerirdischer auf der Erde zu bilden und Interessierten eine Podium zu schaffen, gründete Peter Hertel im Freundeskreis Literatur des Freiberger Kulturbundes 1973 die Gruppe für utopische und wissenschaftliche Belletristik, die er bis 1982 leitete. Als Freundeskreis Alte Kulturen existiert die Gruppe unter der Leitung von Andreas Müller noch heute.
Ab 1975 bis 1991 hat Peter Hertel in verschiedenen Klubs des Kulturbundes, unter anderem in Dresden, Leipzig, Erfurt, Weimar, Jena, Suhl, Magdeburg, Stralsund, in verschiedenen Vortragszentren der Urania, in Jugend- und Studentenklubs und bei weiteren öffentlichen Veranstaltern jährlich bis zu 300 Lichtbildervorträge gehalten.
Ab 1979 gab Peter Hertel seine Berufstätigkeit als Ingenieur auf und arbeitete von da ab mit einer staatlichen Zulassung als freischaffender Journalist, Vortragender, Schriftsteller, Filmemacher und Weltreisender. Für seine Bücher und Vorträge reiste er unter anderem an folgende Orte: 1979 Vermessung der Boitiner Steinkreise (Mecklenburg), 1986 Budapest (Film über Aquincum), 1985 und 1987 rumänische Karpaten (Dakerfilm), 1989 Insel Malta (Fernsehfilm), 1990 Insel Samos (Tunnel des Eupalinos mit Ausgräber Dr. Kienast) und Ephesos, 1991 Etruskerstädte, Rom, Pompeji (Pompejifilm) und Venedig, 1993 Insel Kreta und Paläste der Minoer (Kretafilm), 1994 Griechenland, Festland, Peloponnes (Weltwunder), 1995 Westküste Türkei (Weltwunder), 1998 Norwegen (Felsbilder), 1999 Tunesien (Karthago), 2000 Frankreich (Carnac), 2001 Italien, Pompeji, Vesuv, 2002 England, Stonehenge, Hadrianswall, 2003/4/7/10 Osterinsel, 2005 Afrika (Simbabwe), 2007 Zypern, 2009 Frankreich, Italien und Ägypten, 2010 Istanbul (Türkei), 2011 Kambodscha (Angkor), 2013 Kroatien und 2014 Griechenland (Corfu).

## Filme
- Aquincum – Römer in Budapest (20 min) 1986[11]
- Auf den Burgen der Daker  (30 min) 1987[12]
- Malta – Geheimnis der Karrenspuren (30 min) 1990 (produziert für das DDR-Fernsehen.)[13]
- Pompeji – das zweite Leben einer römischen Stadt (20 min) 1992.[14]
- Kreta – wo die Götter zu Hause waren (60 min) 1994[15]
- Mit einem Bein in der Vergangenheit Sachsens Archäologie und Archäologen, 1996, gefördert vom Sächs. Staatsministerium für Wissenschaft (30 min)[16]
- „Die Osterinsel – Heimat der Riesen“ (55 min auf DVD) 2005.[17]

## Lichtbildervorträge
- Geheimnisse der Vergangenheit[18]
- Tiahuanaco – Stadt am Rande der Welt
- Nazca – nur ein Bilderbuch für Riesen?
- Die Krypta von Palenque – Geheimnis einer Mayastadt
- Zwei Stunden auf der Osterinsel
- Die Terrasse von Baalbek – 1000 t Transporte
- Das Lächeln von Angkor
- Simbabwe – Ruinen im Schwarzen Kontinent
- Der Boitiner Steintanz – Rätsel in Deutschlands Norden
- ...damit wir weiterleben – Geschichte des Umweltschutzes
- Wo Europas Wiege stand – Geschichte der Griechen
- Der Tunnel des Eupalinos auf Samos
- Die Etrusker – Volk im Dunkel der Geschichte
- Rom – Kaiser – Kriege – Gladiatoren
- Pompeji – im Jahr 79 ging eine Welt unter
- Legenden um die Daker
- Tut-ench-Amun; Bericht einer archäologischen Sensation
- Geheimnisse alter Seefahrer
- Kulturgeschichte für Kinder
- Ungelöste Rätsel alter Erdkarten
- Die Tunguska-Katastrophe 1908 – Ende eines Raumfluges?
- Atlantis, wie es wirklich war
- Das Bermuda-Dreieck; Untergang einer Legende

Biographische Vorträge
- Marie Curie
- Erich von Däniken
- Thor Heyerdahl
- Leonardo da Vinci

## Veröffentlichungen
- Über 40 Folgen der täglichen Hörfunksendung ZeitZeichen oder Kalenderblatt.
- Ungelöste Rätsel alter Erdkarten, erschienen ab 1983 im Verlag VEB Hermann Haack in sechs Auflagen.[19]
- Das Geheimnis der alten Seefahrer – eine Geschichte der Navigation, 1990 im Haack Verlag.[20]
- Gelöste Rätsel alter Erdkarten – ein Versuch, 1991 im Haack Verlag.
- Zu den Ruinen von Simbabwe.[21]
- Geschichten aus sechs Jahrtausenden Umweltschutz – erzählt von Peter Hertel, Book on Demand 2015.[22]
- Die überarbeitete Fassung folgte unter dem Titel: Die gefallenen Helden der Osterinsel, 2017 erzählt von Peter Hertel mit Tim Gernitz, als E-Book erschienen.[23]
- Die Rätsel unserer Vergangenheit, eine Weltreise auf den Spuren unserer klugen Vorfahren von Peter Hertel & Tim Gernitz, Verlag Brighton, 2018.[24]